# ضاحية كرور
كارور رمزها «KR» (بالإنجليزية: Karur)‏ ، هو تقسيم إداري لدولة الهند تتبع ولاية تاميل نادو (بالإنجليزية: Tamil  Nadu)‏ ، مركزها هو مدينة كارور (بالإنجليزية: Karur)‏ عدد سكانها حسب تعداد سنة 2001 هو 933,791 ، مساحتها 2,896 كم² وكثافة السكان 322 لكل كم² .